# ムアンパッタルン郡
座標: 北緯7度37分6秒 東経100度4分24秒 / 北緯7.61833度 東経100.07333度
ムアンパッタルン郡（ムアンパッタルンぐん）はタイ南部・パッタルン県の郡（アムプー）。同県の県庁所在地（ムアン）でもある。

## 名称
パッタルンとは「象の街」という意味である。日本語ではパタルンとも書かれる。

## 歴史
パッタルンは古くシュリーヴィジャヤ王国時代から存在すると言われている。ラーマーティボーディー1世の時代、パッタルンは南部の15の都市と一つとしてナコーンシータンマラート王国の管轄下で管理された。1984年、ラメースワン王はチエンマイを攻め落としパッタルンに捕虜を住まわせたと数種の『アユタヤ王朝年代記』は記している。その後、後期アユタヤ王朝期にパッタルンはターサメット（現在のナコーンシータンマラート県チャウワット郡）に移動したが後に再び現在のムアンパッタルン郡タムボン・クワンマプラーオに移された。アユタヤ王朝時代には、現在の郡庁の近辺にはシーチャナーの街が建設された。この街はパッタルンの属国であった。
1896年現在のパッタルン県を構成する三つの郡、すなわち、クラーンムアン郡、ウドーン郡、タックシン郡ができ、パッタルンはクラーンムアン郡に組み込まれた。1917年郡庁がタムボン・ラムパムにおかれていたためクラーンムアン郡はラムパム郡と名を変えた。その後、1924年に郡庁はタムボン・クーハーサワンに移動した。1938年、郡の名前は県に合わせ、ムアンパッタルン郡と改称した。

## 地理
郡の東部にはソンクラー湖の南の湖であるタレールワンがある。郡は川が形成した平地にある。郡の主な水源はナートム川、ターケー川、フワモーン川である。
交通はタイ国鉄が通っている。また、国道4号線が西から南に通っており、西にトラン、南にハートヤイ方面と通じている。また国道41号線が北に通っており、トゥンソン方面と通じる。

## 経済
郡の主な経済は農業や、サラリーマン、工業などである。農業ではコメ、パラゴムノキ、果物などが生産されている。

## 行政区分
郡は14のタムボンに分かれ、さらにその下位に144の村（ムーバーン）がある。自治体（テーサバーン）があり以下のようになっている。
- テーサバーンムアン・パッタルン・・・タムボン・クーハーサワンの全体およびタムボン・カオチアック、ターミラム、プラーンムー、ラムパム、タムナーン、クワンマプラーオの一部。

また、郡内には13のタムボン行政体（オンカーンボーリハーンスワンタムボン）がある。以下のリストで欠番のタムボンは、分離してシーナカリン郡を形成している郡である。
1. タムボン・クーハーサワン・・・ตำบลคูหาสวรรค์

1. タムボン・カオチアック・・・ตำบลเขาเจียก
2. タムボン・ターミラム・・・ตำบลท่ามิหรำ
3. タムボン・コークチャガーイ・・・ตำบลโคกชะงาย
4. タムボン・タートム・・・ตำบลนาท่อม
5. タムボン・プラーンムー・・・ตำบลปรางหมู่
6. タムボン・ターケー・・・ตำบลท่าแค
7. タムボン・ラムパム・・・ตำบลลำปำ
8. タムボン・タムナーン・・・ตำบลตำนาน
9. タムボン・クワンマプラーオ・・・ตำบลควนมะพร้าว
10. タムボン・ロムムアン・・・ตำบลร่มเมือง
11. タムボン・チャイブリー・・・ตำบลชัยบุรี
12. タムボン・ナーノート・・・ตำบลนาโหนด
13. タムボン・パヤーカン・・・ตำบลพญาขัน